# Samantha Fox
Samantha Fox (přechýleně Foxová) (* 15. dubna 1966 Mile End, Londýn, Anglie) je britská modelka a zpěvačka.
Svou kariéru modelky zahájila již ve svých 16 letech, kdy nafotila první odvážné fotografie. S mírami 98–59–84 uspěla i přes svou výšku 158 cm. Nafotila sérii fotografií i pro pánský časopis Playboy. Byla nejfotografovanější ženou osmdesátých let.
Jako zpěvačka se prosadila v roce 1986 svým debutovým singlem Touch Me (I Want Your Body) (Anglie #3, Německo #4). Po něm, poměrně pravidelně, následovaly po zbytek osmdesátých let další úspěšné skladby, jako Do Ya Do Ya (Wanna Please Me) (1986, Anglie #10, Německo #5), Nothing's Gonna Stop Me Now (1987, Anglie #8, Německo #6), I Surrender (To The Spirit of the Night) (1987, Anglie #25, Německo #21) a coververze klasického hitu z roku 1963 od Dusty Springfield I Only Wanna Be With You (1989, Anglie #16, Německo #25). S nástupem devadesátých let však kariéra úspěšné zpěvačky končí a ani pozdější pokusy o znovuobnovení slávy nedopadly úspěšně.
V České republice měla Samantha Fox v roce 2009 společný koncert s Michalem Davidem v brněnské Sportovní hale Vodova.

## Diskografie
- Touch Me (1986)
- Samantha Fox (1987)
- I Wanna Have Some Fun (1988)
- Just One Night (1991)
- Greatest Hits (1992)
- 21st Century Fox (1998)
- Watching You, Watching Me (2002)
- Angel with an Attitude (2005)